# Samassi
Samassi település Olaszországban, Szardínia régióban, Medio Campidano megyében. Lakosainak száma 4789 fő (2023. január 1.). Samassi Furtei, Sanluri, Serramanna és Serrenti községekkel határos.

## Népesség
A település lakossága az elmúlt években az alábbi módon változott:
| Lakosok száma | 5189 | 5110 | 4789 |
|               | 2017 | 2018 | 2023 |